# Heckmondwike
Heckmondwike ist eine Stadt im Metropolitan County Kirklees, West Yorkshire und liegt 14 km südwestlich von Leeds. Die Stadt hatte 18.797 Einwohner nach der Volkszählung von 2022.